# Las petroleras
Las petroleras (en versión original, Les pétroleuses y en inglés, The Legend of Frenchie King) es una comedia en la línea del spaghetti western de 1971 dirigido por Christian-Jaque, con Brigitte Bardot y Claudia Cardinale en los papeles protagonistas.
La historia original fue escrita por Eduardo Manzanos Brochero, y la película fue rodada en varios parajes de la provincia de Burgos, en Colmenar Viejo, y pero nunca en Tabernas, en la provincia de Almería como algunas fuentes afirman.

## Argumento
En el Texas de finales del siglo XIX se localiza el pueblo francófono de Bougival Junction, donde dos mujeres, al frente de sendas bandas de forajidos, formadas por cuatro hermanas y por cuatro hermanos respectivamente, entran en disputa por las tierras de un rancho, Little P, cuando se conocen sus resevas de petróleo. Frenchie King y sus cuatro hermanas asaltan bancos y trenes hasta que deciden cambiar de vida y asentarse comprando un rancho. Por otro lado Marie y sus cuatro hermanos se han enterado de que el rancho de Frenchie contiene una fortuna en petróleo y deciden hacerse con él.

## Reparto
Con un amplio reparto de actrices y actores, donde intervienen actores españoles como José María Caffarel, José Luis López Vázquez, Teresa Rabal o Manuel Zarzo, en el reparto principal figuran:
- Brigitte Bardot - Luisa / Frenchie King
- Claudia Cardinale - María Sarrazin
- Michael J. Pollard - Sheriff Jefferds
- Patty Shepard - Petite Pluie
- Micheline Presle - Tía Amelía
- Henry Czarniak - Doctor Miller
- Georges Beller - Marc
- Teresa Gimpera - Carolina
- Emma Cohen - Virginia
- Marie-Ange Aniès - Constance
- Leroy Haynes - Marquis
- Teresa Rabal, Isabel, una de las hermanas bandoleras

## Rodajes
La localidad burgalesa de Cabezón de la Sierra, que ya había conocido años antes el rodaje de "El bueno, el feo y el malo" de Sergio Leone, volvió a ser el escenario principal de rodaje de esta producción. La desaparecida línea de ferrocarril Santander-Mediterráneo, así como la sierra de la Demanda, la estación de Salas de los Infantes y varios tramos de vías de ferrocarril de Castrillo de la Reina y Rabanera del Pinar fueron objeto de interés para filmar varias escenas.
Los rodajes se iniciaron a finales de junio de 1971 y se retomaron «en agosto y septiembre tras un parón por un cambio de director.»
También en Madrid se rodaron varias escenas de interior y exterior en Daganzo y en la Dehesa de Navalvillar de Colmenar Viejo donde se construyó el rancho objeto de disputa de la película, Little P. Para esta película se reutilizaron los decorados de White Rocks, el poblado construido para la película La muerte tenía un precio. El rancho construido sería reaprovechado en rodajes posteriores como «¡Viva la muerte... tuya! (1971), Los hijos del día y de la noche (1972), Mi nombre es Shangai Joe (1973), Uno, dos, tres... dispara otra vez (1973), Tres forajidos y un pistolero (1974) y El blanco, el amarillo y el negro (1975).»

## Producción
La filmación de la película conoció la dirección inicial de Guy Casaril. Tras unos desencuentros con los responsables de producción y un parón de varias semanas, fue finalmente terminada, y firmada, por Christian-Jaque.
Para la recreación de las tomas ferroviales, RENFE proporcionó un tren de la época.

## Estreno
La presentación de Las Petroleras tuvo lugar el 17 de diciembre de 1971 en el cine de Le Balzac, en París. Al año siguiente, en abril, se estrenó en España.

## Conmemoraciones
El 24 de agosto de 2021, con ocasión de los cincuenta años desde el rodaje, algunas asociaciones culturales como Sad Hill y Colmenar Viejo o Tierra de Cine, organizaron varios actos en recuerdo de aquella filmación.